# 拉里·科姆利
劳伦斯·罗伯特·科姆利（英語：Lawrence Robert Comley，1939年8月17日—2006年1月21日），美国NBA联盟前职业篮球运动员。他在1961年的NBA选秀中第10轮第91顺位被芝加哥包装工选中。